# Annemieke Bouma
Annemieke Bouma (Haarlem, 12 maart 1956) is een Nederlandse oud-atlete, die zich had toegelegd op het hoogspringen. Op dit nummer veroverde zij verschillende jeugdtitels en werd zij ook bij de senioren zowel in- als outdoor eenmaal nationaal kampioene. Zij was bovendien gedurende enkele jaren houdster van het nationale record, veroverde als achttienjarige een zilveren medaille op de Europese jeugdkampioenschappen en nam op seniorenniveau deel aan twee Europese kampioenschappen plus vier Europese indoorkampioenschappen. Bouma was daarnaast een verdienstelijk meerkampster, die vooral in haar juniortijd in deze discipline tot goede resultaten kwam, inclusief een nationale titel bij de meisjes-A.

## Biografie

### Jeugd
Bouma meldde zich, op aandringen van een schoolvriendin, in 1967 aan bij de Haarlemse dames-atletiekvereniging Atmodes. Daarvoor had zij aan turnen gedaan. Na in de eerste jaren te hebben kennisgemaakt met de verschillende atletiekdisciplines en daarin als C-junior enkele successen te hebben geboekt, legde zij zich vanaf 1969 onder leiding van jeugdtrainer Hans Vlottes toe op het hoogspringen. Dat leidde in 1969 tot een hoogte van 1,60 m, wat haar een derde plaats op de nationale juniorenranglijst van dat jaar opleverde.

### Doorbraak + eerste EK
Haar grote doorbraak volgde in 1971. Onder leiding van Vlottes had zij zich inmiddels de pas geïntroduceerde Fosburyflop-techniek eigen gemaakt en daar bleek zij bijzonder goed mee uit de voeten te kunnen. In één seizoen sprong de vijftienjarige Bouma van 1,61 naar 1,77, waarmee zij zich niet alleen aan het hoofd plaatste van de nationale vrouwenranglijst, maar ook het nationale vrouwenrecord in handen kreeg. Een verklaring voor deze progressie zou kunnen liggen in het feit, dat Annemieke Bouma in die tijd, naast atletiek, ook de basketbalsport beoefende. “Ik ben lid van White Stars. ‘s Winters heb ik haast elke zaterdag een wedstrijd. We trainen dan vrijdag ’s avonds”, aldus het Haarlemse talent destijds. Bouma speelde bij het Haarlemse White Stars in de hoofdklasse en zou zelfs een aantal malen uitkomen in het Nederlands jeugdteam.
Na op de Nederlandse kampioenschappen voor senioren met een derde plaats te hebben gedebuteerd, was een logisch gevolg van Bouma’s snelle progressie haar uitzending naar de EK in Helsinki, waar zij in een finale belandde met maar liefst 26 atletes, die allen in de kwalificatieronde aan de eis van 1,73 hadden voldaan. Dit gevecht werd de nog pas vijftienjarige Nederlandse te machtig en zij eindigde met 1,70 op een 21-ste plaats in de achterhoede.

### Voorbijgestreefd
In 1972 slaagde Annemieke Bouma er niet in om de opvallende progressie in haar prestaties van het jaar ervoor door te zetten. Ze had zelfs moeite om in de buurt te komen van haar beste sprongen uit 1971, bleef op 1,75 steken en werd voorbijgestreefd door een ander groot hoogspringtalent die de Fosburyflop-techniek in korte tijd goed onder de knie had weten te krijgen: Ria Ahlers. Bovendien moest de Haarlemse ook nog eens haar meerdere erkennen in Marjan Ackermans-Thomas, de 30-jarige routinier die als voormalige representant van de Schotse sprong-techniek zich inmiddels goed bleek te hebben aangepast en dat jaar al floppend tot 1,79 kwam. Ahlers had het nationale record echter inmiddels op 1,82 gesteld en dus werd zij als enige uitgezonden naar de Olympische Spelen in München.

### Zilver op EJK
In 1973 herpakte Annemieke Bouma zich en wist zij haar prestatiecurve weer in een positieve richting om te buigen. Op momenten die ertoe deden leverde zij haar beste prestaties, zoals op de nationale jeugdkampioenschappen, waarop zij zowel indoor (met 1,80) als outdoor (met 1,79) de titel binnenhaalde. Op de EK indoor in Rotterdam werd zij met een evenaring van haar PR (1,80) direct achter Ria Ahlers twaalfde. Hoogtepunt van het jaar was haar zilveren medaille op de Europese jeugdkampioenschappen in Duisburg. Met opnieuw een sprong over 1,80 moest de Haarlemse alleen in de West-Duitse Ellen Mundinger (1,82) haar meerdere erkennen en trad zij in de voetsporen van landgenote Mieke van Doorn, die in 1970 op hetzelfde springonderdeel goud had gewonnen. Bouma’s zilver was overigens het enige eremetaal van de Nederlandse afvaardiging naar Duisburg.

### Nationaal record heroverd
In 1974, haar laatste juniorenjaar, heroverde Bouma haar leidende positie bij het hoogspringen. Ze verdreef Ria Ahlers en Mieke van Doorn -de twee nationale recordhoudsters bij de vrouwen met 1,82- van de recordlijst met sprongen over 1,83 en 1,84. Opvallend was dat zij die prestaties leverde tijdens jeugdwedstrijden; met de 1,83 werd zij Nederlands jeugdkampioene, terwijl zij de 1,84 afleverde tijdens een vijfkamp-jeugdinterland tegen België. Het leverde haar in elk geval een plaats op in de Nederlandse ploeg voor de EK in Rome, waar zij aan de verwachtingen voldeed door eveneens 1,83 te springen. Ze belandde ermee op een tiende plaats. Eerder dat jaar was zij bovendien voor het eerst hoogspringkampioene geworden bij de vrouwen met een sprong over 1,80. Het zou, bezien vanuit het oogpunt van de door haar bereikte hoogtes, het beste jaar blijken te zijn uit de carrière van Annemieke Bouma.

### Brons op EK indoor
In haar eerste seniorenjaar had Bouma wat moeite met haar motivatie. Dat, gevoegd bij studieproblemen en het feit, dat ze op een ongelukkig moment een lichte hersenschudding had opgelopen, maakte het voor de Haarlemse tot een moeilijk overgangsjaar. Overigens leverde zij aan het begin van dat jaar een prima prestatie door op de EK indoor in het Poolse Katowice met 1,80 brons te veroveren in een veld met een hele serie deelneemsters die een beter PR achter hun naam hadden staan dan de Nederlandse.

### Laatste prestaties
In 1976 stapte Bouma over van haar vereniging Atmodes naar AV De Spartaan in Lisse, de club van Mieke van Doorn. Deze verenigingswissel leek aanvankelijk goed uit te pakken, want op de NK indoor in Arnhem werd zij kampioene met 1,83. Dat niveau bereikte zij nadien echter nooit meer, want met 1,75 kwam zij op de EK indoor München slechts in de achterhoede terecht. Mede door een blessure die haar parten speelde, bleef zij, ondanks dat zij was voorgeselecteerd, ver verwijderd van uitzending naar de Olympische Spelen in Montreal.
Bouma’s motivatie om op topniveau te blijven presteren, was daarmee verdwenen. Wel bleef zij nog een jaar of vijf actief, wisselde in 1979 opnieuw van vereniging door over te stappen naar het Amsterdamse Sagitta, maar die overstap beviel haar slecht.
In 1980 keerde zij terug naar haar oorspronkelijke club, Atmodes. Daar beëindigde zij in 1982 haar atletiekloopbaan, doch niet alvorens het jaar ervoor nog weer enkele medailles op nationale kampioenschappen te hebben veroverd. Want qua sprongkracht bleek zij nog steeds met de besten mee te kunnen.

### Driemaal jeugdatlete van het jaar
Annemieke Bouma werd tijdens haar loopbaan door de KNAU driemaal uitgeroepen tot jeugdatlete van het jaar.

## Nederlandse kampioenschappen
Outdoor
| Onderdeel    | Jaar |
| ------------ | ---- |
| hoogspringen | 1974 |

Indoor
| Onderdeel    | Jaar |
| ------------ | ---- |
| hoogspringen | 1976 |

## Persoonlijke records
Outdoor
| Onderdeel    | Prestatie      | Datum        | Plaats   |
| ------------ | -------------- | ------------ | -------- |
| hoogspringen | 1,84 m (ex-NR) | 28 juli 1974 | Papendal |
| vijfkamp     | 3758 p         | 28 juli 1974 | Papendal |

Indoor
| Onderdeel    | Prestatie | Datum           | Plaats |
| ------------ | --------- | --------------- | ------ |
| hoogspringen | 1,83 m    | 30 januari 1976 | Arnhem |

### Nederlandse records
Outdoor
| Onderdeel      | Prestatie | Datum        | Plaats   |
| -------------- | --------- | ------------ | -------- |
| hoogspringen * | 1,76 m    | 27 juni 1971 | Haarlem  |
|                | 1,83 m    | 23 juni 1974 | Vught    |
|                | 1,84 m    | 28 juli 1974 | Papendal |

* Annemieke Bouma sprong op 30 juni 1971 tijdens de zgn. NOS-wedstrijden op Papendal over 1,77 m, maar voor deze prestatie is nooit een recordaanvraag ingediend.

## Palmares

### hoogspringen
- 1971:  NK – 1,70 m
- 1971: 4e Interl. Ned.-Frankrijk-Roemenië – 1,68 m
- 1971: 4e Engelse AAA-kamp. – 1,73 m
- 1971: 21e EK te Helsinki – 1,70 m (in kwal. 1,73 m)
- 1972:  Indoorinterl. Ned.-West-Duitsland – 1,70 m
- 1972:  Indoorinterl. Ned.-Oost-Duitsland – 1,70 m
- 1972:  NK indoor te Leiden – 1,70 m
- 1972:  NK – 1,73 m
- 1973:  NK indoor te Leiden – 1,75 m
- 1973: 12e EK indoor te Rotterdam – 1,80 m
- 1973:  Interl. West-Duitsland-Ned.-Roemenië – 1,76 m
- 1973:  NK – 1,70 m
- 1973:  Interl. Ned.-België-Frankrijk – 1,65 m
- 1973:  EJK te Duisburg – 1,80 m
- 1974:  NK indoor te Arnhem – 1,78 m
- 1974:  Indoorinterl. Engeland-Ned. – 1,79 m
- 1974: 14e EK indoor te Göteborg – 1,70 m
- 1974: 4e Interl. België-Roemenië-Ned.-Spanje – 1,71 m
- 1974:  NK – 1,80 m
- 1974: 10e EK te Rome – 1,83 m
- 1975:  NK indoor te Groningen – 1,75 m
- 1975 :  EK indoor te Katovice – 1,80 m
- 1975: 4e NK – 1,81 m
- 1976:  NK indoor te Arnhem – 1,83 m
- 1976: 17e EK indoor te München – 1,75 m
- 1976: 6e Papendal Games – 1,75 m
- 1980: 6e NK – 1,70 m
- 1981:  NK indoor – 1,70 m
- 1981:  NK – 1,78 m

### vijfkamp
- 1974: 34e Vijfkamp Cup voor landenploegen – 3445 p

## Onderscheidingen
- KNAU jeugdatlete van het jaar (Fanny Blankers-Koen plaquette) – 1971, 1973, 1974